# 夏井いつきの一句一遊
『夏井いつきの一句一遊』（なついいつきのいっくいちゆう）は、南海放送制作のラジオ番組。2001年7月2日に放送を開始した南海放送の他、IBC岩手放送、信越放送、RSK山陽放送、新潟放送(BSN)、北陸放送(MRO)、秋田放送(ABS)にもネットされている。本項では派生番組の「家藤正人の『一句一遊』虎の巻」も扱う。

## 出演
- 夏井いつき（俳句集団「いつき組」組長）[1]
- 家藤正人 （アシスタントで夏井いつきの長男）
  - かつて「ウェンズデー正人」の名で出演していた。ウェンズデー(=水曜日)の由来は、かつて「俳句ポスト365」にて、投稿者からの様々な近況報告などのお便りを扱う水曜日の記事内で、投稿に様々な反応を返すいわば司会役としてつけた名前が始まり。なお現在の俳句ポストからはお便り紹介日はなくなり、月曜が類想句発表など含む総評の日、火・水・木曜ともに入選句発表日、金曜が優秀句発表日となっている。

## 放送時間
放送時間の早い順に表記。放送曜日は全て月曜から金曜。
なお、年始に行われるニューイヤー駅伝（TBSラジオ発）や箱根駅伝（文化放送発）の実況中継、および各局別の特別編成により放送時間変更または休止の場合がある。
| 放送地域 | 放送局             | 放送時間      | 内包番組             | 放送開始日    | 備考               |
| -------- | ------------------ | ------------- | -------------------- | ------------- | ------------------ |
| 愛媛県   | 南海放送（RNB）    | 10:00 - 10:10 | モーニングディライト | 2001年7月2日  | 【制作局】         |
| 岩手県   | IBC岩手放送（IBC） | 11:40 - 11:50 | 単独番組             | 2019年4月1日  | [ 4 ]              |
| 石川県   | 北陸放送（MRO）    | 12:20 - 12:30 | 単独番組             |               |                    |
| 新潟県   | 新潟放送（BSN）    | 13:00 - 13:10 | 単独番組             | 2020年3月30日 | 【一部曜日提供付】 |
| 長野県   | 信越放送（SBC）    | 17:45 - 17:55 | 単独番組             | 2018年10月1日 | [ 7 ] [ 8 ]        |
| 秋田県   | 秋田放送（ABS）    | 17:15 - 17:25 | 単独番組             | 2023年4月3日  | [ 9 ]              |
| 岡山県   | RSK山陽放送（RSK） | 17:15 - 17:25 | 単独番組             | 2020年3月30日 | [ 11 ]             |
| 熊本県   | 熊本放送（RKK）    | 14:20 - 14:30 | 単独番組             | 2025年3月31日 |                    |

令和6年能登半島地震に関連するネット休止
2024年1月1日（月曜日）16:10頃に令和6年能登半島地震が発生したことに伴い、一部の局で以下のような事情でネット休止が生じた。
- 新潟放送では、発生当日の朝から昼間にかけニューイヤー駅伝を中継した関係で16:20 - 16:29に放送時間を変更して放送予定だった。しかし、緊急地震速報が流れ、その後新潟県内に津波警報が発令され緊急報道体制に移行したため、同日の放送は休止。
- 北陸放送では、1月3日（水曜日）の放送について、箱根駅伝中継の関係で前日と同様14:26 - 14:36に時間帯をずらして放送、地震関連の特別番組（進行は同局アナウンサーの谷川恵一）を15:00 - 16:00に放送する予定としていた。しかし実際には特別番組の開始を14:26に早めたことから、同日の放送を休止。

### 過去のネット局
| 放送地域 | 放送局          | 放送時間      | 放送期間                     | 備考 |
| -------- | --------------- | ------------- | ---------------------------- | ---- |
| 高知県   | 高知放送（RKC） | 12:50 - 13:00 | 2001年7月2日 - 2009年3月29日 |      |

### 公開生放送
2018年には南海放送開局65周年、番組17周年 を記念して松山市宝厳寺で公開生放送が行われた。兼題は「一」。
- 「夏井いつきの一句一遊17周年記念句会ライブ～楽しくないと俳句じゃないぜ！～」:2018年6月3日13時-15時30分。

## 概要
毎週、事前に提示された兼題（季語や、漢字一文字など）ひとつについて、投句作品を夏井が出来に応じて「月曜日（初心者レベル）」「火曜日（中級者レベル）」「水曜日（上級者レベル）」「金曜日（優秀句）」に分類して、各曜日に紹介していく。木曜日はお便りを紹介する曜日としている（冒頭で火曜日・水曜日に読めなかった句の残りを紹介する場合もある。）。また、各曜日とも作品だけでなく、聴取者から送られた季語にまつわるエピソードや説明なども紹介する。2022年からは兼題の俳句が2週に渡っての紹介となり、月曜から木曜の1週目と2週目は従来通りの発表、1週目の金曜日は優秀句の発表のみで、2週目の金曜日に優秀句と後述される最優秀作品の「天」の発表となる。
作品の投句は、南海放送ラジオあてのメール・番組メールフォームの他、はがきでも募集する。
番組開始当初は夏井一人で投句を紹介したりコメントをしていたが、聴取者からの「組長が全部仕切っておられるんですね。アナウンサーが読んで組長がコメントを入れておられるのかと思ってました。」というお便りに、夏井が「アナウンサーに読んでもらっていいんだ」と気づくことにより、2016年9月26日放送分よりウェンズデー正人がアシスタントとなり、投句の読み上げを担当するようになった。
金曜日のみ、紹介作品は2度繰り返して読み上げられる。さらに最後に読まれる最優秀作品は「天」として、作品紹介後に特別なジングルが流れて称賛されるとともに、「一句一遊特製『天』の句ノート（句帳）」が番組より送られる。
番組の最後では、現在募集中の兼題が2つ（うち、直近の1つは募集締め切り日とともに）紹介される。

### 家藤正人の『一句一遊』虎の巻
2019年8月1日から、南海放送「痛快！杉作J太郎のどっきりナイト７」の木曜日の内包番組として「家藤正人の『一句一遊』虎の巻」がスタートした。放送時間は午後8時30分から午後8時40分（生放送の内包番組のため多少の変動あり）。これはアシスタントのウェンズデー正人（家藤正人）が「火曜日の句」相当の作品を取り上げながら、俳句の上達法を「虎の巻」として紹介する。木曜日の「一句一遊」が「お便りの紹介」に充てられるようなったため、これを補完するための番組としている。

## 兼題
2025年
「小」
俳句甲子園
トマト
夏ぐれ
「二十四」
ちゃぐちゃぐ馬っこ
「土」
ゼリー
初夏
フリージア
「ツ」
進級
凍解
干鱈
「山」
2024年
冬菫
雪鳥
春駒
「条」
寝酒
霜夜
牡丹焚火
「ネ」
朝顔の実
鯊
白露
「松」
俳句甲子園
納豆造る
「二十三」（二十三周年記念）
ハンモック
清水
まじ
「西」
夏の鴨
アスパラガス
啄木忌
「ラ」
苗床
獣交む
早春
「福」
寒造
2023年
初山河
小晦日
「カ」
スモッグ
帰り花
「皿」
残る虫
満月
鳩吹
「ピ」
俳句甲子園
新馬鈴薯
灼く
「二十二」（二十二周年記念）
平鰤
サッカー（テーマ）
やませ
筍飯
「体」
団扇作る
雪しろ
卒業証書
「潮」
河原鶸
木の芽漬
日脚伸ぶ
2022年
「結」
歳暮
雪囲
鯛焼
「理」
残菊
おしあな
鰡
「好」
山椒の実
俳句甲子園
夏の果
蛍
ニ十一（テーマ）
「安」
日除
くだり
サッカー（テーマ）
「海」
ギヤマン
袷
未央柳
「選」
嵯峨大念仏
青き踏む
蛍烏賊
彼岸桜
「ス」
雪間
春灯
「優」
雛あられ
獺魚を祭る
鷽
「売」
寒土用
凍渡
ブロッコリ
「養」
初晴
2021年
大節季
年惜しむ
成吉思汗鍋
「魚」
ねんねこ
雷魚
「蜜」
冬浅し
芸術祭
秋雪
「ビ」
オリーブの実
零余子飯
露
「戸」
鹿垣
九月
鷹の山別れ
「特」
俳句甲子園
盆の月
玉蜀黍
麦湯
「栄」
洗膾
「二十」（二十周年記念）
サッカー（テーマ）
「鮮」
田植時
柿の花
鷭
「宇」
筍流し
清涼飲料水
耕（たがえし）
「サ」
晩春
馬珂蛤
初花
「留」
比良八荒
接ぎ木
春色
「方」
蒸鰈
黄梅
春遅し
「援」
鵲初めて巣くう
早梅
煮凝
「屋」
初空（2020年から）
2020年
初空
朔旦冬至
餅搗
「青」
貂
マスク
冬初め
「イ」
サイロ詰め
雀蛤となる
木犀
「多」
濁酒
馬市
夕月夜
「水」
赤蜻蛉
サッカー（テーマ）
スマ
俳句甲子園
障子襖を入れる
蘇鉄の花
秋を待つ
「地」
鯵刺
「放送開始20周年記念お祝い句」（テーマ）
肌脱ぎ
「応」
マリーゴールド
海鞘
腹当
「島」
杏子
風船虫
憲法記念日
「子」
ようず
落花
花菜漬
「リ」
啄木忌
事始
雪ねぶり
「味」
初朔日
公魚
寒明け
「市」
吹雪
葱汁
冬桜
「康」
えんぶり（2019年から）
2019年
えんぶり
ヤッケ
節季
「電」
羚羊
冬暖か
雑炊
「ユ」
雪迎
火恋し
林檎
「糖」
秋の山
蟋蟀
月
「直」
生姜
休暇明け
朝顔
サッカー（テーマ）
俳句甲子園
炎ゆ
旱
「健」
サングラス
蛇
七月
「幸」
焼酎
ウシガエル
ながし
「キ」
五月富士
パパイア
立夏
「串」
薊
逃げ水
鯥五郎
「腸」
龍天に登る
鶯笛
春苺
「一」
クロッカス
壺焼き
春暁
「セ」
寒苦鳥
卵酒
寒猿
「食」
去年今年（2018年から）
2018年
去年今年
大晦日
クリスマスカクタス
「本」
霜降かます
蒸飯
目貼
「産」
初時雨
菊吸虫
サフランの花
「坊」
渋取
江鮭
月光
「胃」
赤のまんま
荒鷹
風祭
「ジ」
俳句甲子園
露草
夏期講習会
「井」
かちわり
蚋
雪渓
「原」
夏期手当
人参の花
あいの風
「五十」
蜜豆
鴨の子
余花
サッカー(テーマ)
聞茶
蝌蚪の紐
八重桜
「製」
春休
椿餅
孕み雀
「フ」
春光
薄紅梅
建国記念日
「子」
ボブスレー
鍋破
南予(テーマ)
「場」
正月
2017年
年の夜
中予(テーマ)
「川」
侘助
藷粥
東予(テーマ)
「強」
水始めて氷る
横這
新麹
「団」
秋園
立待月
宗太鰹
「広」
行水名残
柳散る
ささげ飯
「天」
はららご
菜虫
三伏
「廃」
汗拭い
夏の霜
淡雪羹
「薬」
オーデコロン
いなさ
海亀
「夢」
アイスティー
朱欒の花
清和
「菓」
凧合戦
蠅生る
エリカ
「丹」
桜蝦
芥菜
春の匂
「走」
海猫渡る
雲雀笛
駒返る草
「周」
しばれる
ホットドリンクス
雉始めて雊く
「亀」
歌留多
2016年
名残の空
飯櫃入
森
ざざ虫
冬の泉
晩三吉
農
枯野の色
新絹
柿羊羹
輪
うるか
秋の村雨
栗虫
甘
名月
溢蚊
ホップ
山
俳句甲子園
鳩麦
夏の果
車
甘藍
ががんぼ
ペーロン
研
巴旦杏
アイスコーヒー
筍流し
砂
枇杷葉湯
べら
五月富士
墓石
松の緑摘む
海胆
雀の鉄砲
石
常節
捨頭巾
種物
確
眼張
料峭
山茱萸の花
碑
波の花
生姜酒
寒犬
磁
楪
2015年
第九
年の市
磯
雲腸
膝掛け
隼
砕
乾風
七竈
ひしこ
磨
新麹
秋の服
菊の酒
岩
秋果
われから
新涼
硬
俳句甲子園
門火
冷し中華
破
白蟻
山滴る
行水
研
黒鯛
梅雨茸
夏料理
砂
半ズボン
仙入
茅花流し
墓石
山葵漬
アネモネ
海松
石
春帽子
牧開き
卒業
確
黒北風
薔薇の芽
魚氷に上る
碑
飯蛸
ずわい蟹
九年母
磁
初声
2014年
初電話
聖菓
磯
生姜湯
隼
木守り
砕
千歳飴
蕪
芋虫
磨
うそ寒
杉の実
戻り鰹
岩
敬老の日
菊の酒
別れ烏
硬
俳句甲子園
盆路
鮓
緑の冬
破
ベゴニア
泉殿
間八
研
腐草蛍となる
夏服
煮梅
砂
麦嵐
毛虫
鈴掛の花
墓石
凧
河豚供養
田鼠化して鶉となる
石
羊蹄
彼岸潮
若布和
雛市
二月尽
入学試験
堅雪
海苔掻き
足温め
ずわい蟹
御形
阿茶羅漬
2013年
三日
社会鍋
鷲
寒林
冬眠
冬北斗
蒸饅頭
初時雨
烏瓜
鷹渡る
霜降
栗羊羹
葛
小鳥
初潮
良夜
裂膾
竹の春
松虫
俳句甲子園
釜蓋朔日
氷室
すててこ
熱砂
穴子
パリ祭
氷菓
夜振
繍線菊
冷汁
尺蠖
レース
小満
三光鳥
粽
うりずん
新社員
鰆
桜狩り
寒食
暖か
嫁菜飯
土佐水木
小綬鶏
開帳
ネーブル
猟期おわる
雀の巣
鰭酒
スケート
鶏初めて交む
小豆粥
2012年
注連飾
頭巾
初霜
星の入東風
湯ざめ
むささび
生姜掘
坂鳥
大西風
文化の日
浅漬大根
月代
芙蓉の実
葡萄酒醸す
田守
溢蚊
白露
新豆腐
八月大名
初嵐
俳句甲子園
藻刈り
鵤
冷索麺
蠅取リボン
円座
未央柳
いさき
薬降る
鵜
仲夏
釣忍
石楠花
袋角
新酒火入れ
田螺和
桜まじ
権瑞
巣箱
潮干潟
万愚節
鷹化して鳩となる
ミモザ
厩出し
貌鳥
蕗味噌
春霰
枸杞の芽
豆撒き
氷壁
外套
書初
初東雲
2011年
年籠
千両
乾鮭
千鳥
頬被
冬めく
真羽太鍋
花椰菜
豊年
龍田姫
きりたんぽ
ちっち蝉
天の川
梨
秋彼岸
五倍子
放屁虫
牛蒡引く
猪垣
俳句甲子園
晒鯨
井守
梯梧の花
大暑
アロハシャツ
海霧
胡瓜揉み
天草取り
袋掛け
代掻き
水盤
繍線菊
山女
伽羅蕗
田打ち
緑の週間
巣立ち鳥
桜餅
蘖
雉
数の子製す
春闘
藍蒔く
雪崩
良寛忌
諸子
二十六聖人祭
探梅
寒海苔
かじけ猫
成木責
初景色
2010年
年越
年末賞与
絨毯
漱石忌
蜜柑
味噌搗
木の葉髪
立冬
秋鯖
風炉名残
菊膾
秋の田
無患子
運動会
薬掘る
鶸
酸橘
八朔
秋の蛍
施餓鬼
極暑
黄蜀葵
土用鰻
浮いて来い
通し鴨
水飯
出水
泰山木の花
虎が雨
栗の花
蛇衣を脱ぐ
鮴汁
セル
桜の実
夏近し
桜漬
春陰
馬蛤貝
仏生会
干鱈
涅槃西風
遍路
弥生
頬白
蕨餅
雪形
楓の芽
マント
寒鯉
懐炉
傀儡師
賀状
2009年
初氷
毛皮
枯柳
畳替
狸
茎漬
小春
色変へぬ松
鰯
菊人形
松手入れ
新蕎麦
林檎
無月
薯蕷汁
浮塵子
鳩吹く
秋の川
鶺鴒
コスモス
苧殻
水羊羹
田水沸く
緋鯉
露台
雹
鴫焼
行々子
ナイター
鮎釣り
金雀児
溝浚へ
泥鰌鍋
卯波
青饅
昭和の日
羊の毛刈る
蛙
花種蒔く
望潮
観潮
菱餅
いかなご
ヘリオトロープ
麦鶉
金縷梅
春炬燵
松葉蟹
笹鳴き
室咲き
松納め
仕事始
2008年
蓬萊
クリスマス
白鳥
蒲団
雑炊
波の花
鼬
八手の花
釣瓶落し
馬肥ゆ
鱸
体育の日
臭木の花
衣被
秋分の日
懸巣
芋嵐
虫籠
秋の蝉
盆の月
ばい廻し
灼く
汗疣
孔雀草
飯饐える
夜盗虫
甘酒
夏至
蠅
更衣
茴香の花
朝焼
麦飯
慈悲心鳥
新茶
憲法記念日
干鰈
魚島
四月馬鹿
貝寄風
蒜
地虫出づ
白子干
磯竈
大試験
鷽
牡丹の芽
二月礼者
魴ぼう
屏風
伊勢海老
福達磨
2007年
御降り
大歳
青写真
火鉢
葱
鷦鷯
鮪
蕎麦掻
冷まじ
胡桃
相撲
鹿
菊枕
月
猿酒
案山子
蜉蝣
枝豆
不知火
秋の蠅
西瓜
日向水
竹婦人
日雷
冷蔵庫
サルビア
まくなぎ
砂糖水
滴り
河鹿
芒種
五月闇
はったい
若楓
水馬
春惜しむ
ボートレース
五加飯
猫の子
桜
蛇穴を出づ
日永
蜆汁
闘鶏
春の水
タラの芽
引鶴
二日灸
三寒四温
沢庵
ちゃんちゃんこ
福引
新年
2006年
鰤
茶の花
都鳥
鍋焼
炭
鮫
人参
露寒
紅葉鮒
美術展
十三夜
鳳仙花
稲雀
栗
子規忌
鈴虫
柚味噌
種採り
鶫
お中元
キレンゲショウマ
水着
紙魚
パイナップル
暑し
青蛙
梅干
お花畑
腹当
苦潮
蟹
石竹
清水
母の日
壺焼
虻
霞
落し角
花衣
苗木市
桃の花
鱒
野焼
冴え返る
針供養
松毟鳥
椿
寒卵
霙
女正月
初烏
福寿草
2005年
数え日
マスク
凩
鷹
冬薔薇
おでん
七五三
秋惜しむ
芒
誓文払
秋鯖
寒露
葡萄
ばった
野分
桔梗
二百十日
鯔
八月
生身魂
極暑
仏法僧
バナナ
海の日
冷や奴
半夏生
合歓の花
糸蜻蛉
六月
鯰
アカシア
豆飯
薄暑
若葉
駒鳥
みどりの日
磯巾着
花曇
猫の恋
杉の花
春ショール
鳥雲に入る
啓蟄
東風
三椏の花
残雪
田楽
氷
襖
虎落笛
朱欒
元日
2004年
除夜
荒星
枯園
兎
冬夕焼
狩
大根
行く秋
鮭
夜学
菊
稲妻
相撲
鵙
オクラ
爽やか
蟷螂
休暇明
桃
踊
八月
蟻
月見草
炎昼
蝿叩
雷
天道虫
麦
夏の川
鮓
南風
黒揚羽
芥子の花
聖五月
遠足
春の鹿
草餅
花時
入学
若草
仔馬
磯遊
春の山
白酒
辛夷
針魚
春の雪
裸木
河豚
スキー
焼芋
人日
2003年
嫁が君
鶴
白菜
毛布
十二月
狼
セロリ
初冬
霧
朝寒
鉦叩
花野
夜長
椋鳥
椿の実
敬老の日
台風
蜩
石榴
流星
夏休み
原爆忌
飛魚
冷酒
ヨット
青田
孑孑
黴
グラジオラス
青嵐
夏服
泉
梅酒
時鳥
牡丹
行く春
陽炎
亀鳴く
目刺
柳
春の土
海豹
長閑
鳥交る
若布
山葵田
余寒
節分
葉牡丹
雪
読初
2002年
山眠る
竹馬
鯨
ポインセチア
セーター
冬雲雀
納豆
十一月
蚯蚓鳴く
草紅葉
秋の虹
稲刈
柿
秋刀魚
蟋蟀
鶏頭
秋浅し
唐辛子
銀河
蝙蝠
ソーダ水
夜店
日盛り
蜥蜴
短夜
風鈴
鮎
紫陽花
入梅
蛍火
ハンカチ
夏燕
薔薇
立夏
八十八夜
桜貝
ぶらんこ
目借時
花
風光る
麦青む
草餅
鳥帰る
猫柳
春寒
バレンタインデー
立春
梟
大寒
風花
七種
鏡餅
2001年
年の瀬
海鼠
枯野
毛糸編む
北風
帰り花
立冬
蓑虫
晩秋
色鳥
木の実
夜食
赤い羽根
十六夜
月
運動会
つくつく法師
カンナ
星月夜
秋暑し
帰省子
噴水
蛇
胡瓜
青野
夏帽
蛍